# Eupithecia phoeniceata
Eupithecia phoeniceata är en fjärilsart som beskrevs av Jules Pièrre Rambur 1834. Eupithecia phoeniceata ingår i släktet Eupithecia och familjen mätare. Inga underarter finns listade i Catalogue of Life.